# 2-й стрелковый корпус (1-го формирования)
2-й стрелковый корпус — общевойсковое оперативно-тактическое соединение (стрелковый корпус) РККА СССР.

## История
После окончания Гражданской войны и интервенции в связи с реформированием Вооружённых сил Союза ССР, с 1922 года, было принято решение о внесении изменений в организационные структуры, в том числе и стрелковых войск (СтВ) Красной Армии. Так самостоятельное соединение отдельная стрелковая бригада была упразднена. Высшим постоянным войсковым соединением в СтВ РККА определён стрелковый корпус в составе управления и двух — трёх стрелковых дивизий. В дивизиях количество стрелковых полков сокращено с девяти до трёх единиц. Новая организация СтВ РККА, при сокращении ВС Союза в тот период, позволила сохранить максимальное количество дивизий. В дальнейшем организационно-штатная структура ск совершенствовалась.
Корпус сформирован в сентябре 1922 года в Москве как 2-й армейский корпус на основании приказов войскам МВО № 740/184 от 10 июня 1922 года, № 920/236 от 18 июля 1922 года, № 1133/388 от 12 сентября 1922 года. Приказом войскам МВО № 297 от 8 марта 1923 года переименован во 2-й стрелковый корпус
Входил в состав МВО: Москва (июнь 1922—1936), БВО (1936 — июль 1938), Калининского ВО: Калинин, Великие Луки (июль 1938 — июль 1940).
В октябре 1939 года 2-й особый стрелковый корпус был введён на территорию Латвии в качестве контингента советских войск на основании Пакта о взаимопомощи между СССР и Латвийской Республикой с Конфиденциальным протоколом к нему.
После включении Латвии в состав СССР в июле 1940 года корпус перешёл в подчинение созданного ПрибОВО: Либава, Каря-Оста, Двинск (июль 1940 — апрель 1941). К июню 1941 года — в составе Западного особого военного округа.
В действующей армии с 22 июня по 20 августа 1941 года.
По предвоенным планам управление корпуса, дислоцированное в Минске, должно было передислоцироваться в Бельск в Белостокском выступе, где в новый состав корпуса должны были войти 113-я и 49-я стрелковые дивизии. Также ему должен был подчиняться 13-й механизированный корпус до прибытия управления 13-й армии, в состав которой должны были войти оба корпуса.
На 22 июня 1941 года штаб корпуса, не имея подчинённых стрелковых частей, возвращался со штабных учений в районе Белостока. Все корпусные части дислоцировались в Минске, исключая 151-й корпусной артиллерийский полк, который находился в Здановичах. По прибытии в Минск в состав корпуса вошли 100-я (с 25 июня 1941 года) и 161-я (с 26 июня 1941 года) стрелковые дивизии. Корпус был подчинён 13-й армии Западного фронта
Вечером 25 июня 1941 года 100-я стрелковая дивизия, усиленная 151-м корпусным артполком, выдвинулась в район севернее Минска, с целью прикрытия с севера шоссе Минск — Борисов. 161-я стрелковая дивизия оставалась в резерве близ Минска. Утром 26 июня 1941 года на марше дивизия понесла потери от авиаудара, и не сумела дойти до назначенных позиций. Тем не менее, части дивизии вступили в бой с частями 7-й танковой дивизии, и свои позиции удержали. Но основные силы противника обошли дивизию с открытого правого фланга и устремились к шоссе. 27 июня 1941 года с фронта, развёрнутого на север, 100-ю стрелковую дивизию уже не атаковали, и она с полком 161-й стрелковой дивизии в течение двух дней контратаковала в направлении на восток в районе Роевичи, Городок, Ошмянцы фланг немецкой группировки, вышедшей к шоссе.. 28 июня 1941 года противник начал атаковать правый фланг корпуса и 29 июня 1941 года соединения корпуса, хотя и не сумев остановить замыкание кольца вокруг Минска, сами сумели выйти из образующегося вокруг корпуса кольца, отойти на юго-восток, и занять позиции на рубеже Топилово, Волма, Смиловичи, имея открытым свой правый фланг.. При этом в корпусе закончились топливо, боеприпасы и продовольствие. На 30 июня 1941 года корпусу была поставлена задача атаковать противника и выйти на рубеж Острошицкий Городок, Паперня, Ошмянцы, Заречье. Тем не менее, командованием был разрешён отход корпуса, в случае наступления превосходящих сил противника на рубеж Малый Стахов, Слободка. Так и получилось, корпус уже к исходу дня 29 июня 1941 года занимал рубеж Пекалин — Смиловичи — Кравча и нёс при отступлении серьёзные потери. 30 июня 1941 года корпус получил приказ на отход и организации обороны по рубежу Курганье — Дуброво — Червень, куда корпус вышел 1 июля 1941 года. В этот же день корпус получил директиву на отход к утру 3 июля 1941 года за Березину. Корпус отходил с боями, вёл тяжёлые бои за переправы на Березине, но у Чернявки не смог их удержать. 4 июля 1941 года корпус был переподчинён командованию 20-й армии и в этот день смог переправиться на восточный берег реки. В ночь на 5 июля 1941 года корпус, произведя перегруппировку, перешёл к обороне по восточному берегу Березины на фронте Чернявка — Журовка — Бродец.. 6 и 7 июля 1941 года корпус успешно отражает несильные атаки противника, но 8 июля 1941 года, будучи охваченным с флангов, начал отступление к реке Друть. К 10 июля 1941 года корпус был отброшен за Днепр в районе Копыся, отошёл с передовой за линию фронта в район Чемоданы, и перегруппировался. На 12 июля 1941 года корпусу была поставлена задача вместе с 1-й мотострелковой дивизией отбросить противника за Днепр. Однако удар не удался, и напротив контратакой советские войска были отброшены. На 13 июля 1941 года остатки корпуса вели бои в районе Горки и продолжали удерживать противника, постепенно отступая в направлении Монастырщины. В ходе этих боёв корпус попал в окружение в районе Сахаровки и с боями выходил из окружения. С 24 июля 1941 года корпусное управление вместе со 161-й стрелковой дивизией из боёв выведено и направлено на восстановление в район Гжатска.
В первые дни августа корпус получил статус отдельного и вошёл в состав Резервного фронта, объединив в своём составе 258-ю, 280-ю и 290-ю стрелковые дивизии, 753-й и 761-й артполки ПТО; также в составе оставался 151-й корпусной артиллерийский полк
16 августа 1941 года управление корпуса обращено на формирование 50-й армии.

### В составе и боевой состав
| Дата       | Фронт (округ)            | Армия      | Состав (стрелковые формирования)                                                                        | Другие части, в том числе приданные | Примечания |
| ---------- | ------------------------ | ---------- | --- | --- | ---------- |
| ??.??.1923 | Московский военный округ | —          | 14-я Московская стрелковая дивизия 18-я Ярославская стрелковая дивизия 48-я Тверская стрелковая дивизия | ? |            |
| 22.06.1941 | Западный фронт           | —          | 100-я стрелковая дивизия, 161-я стрелковая дивизия                                                      | 151-й корпусной артиллерийский полк, 86-й отдельный зенитный артиллерийский дивизион, 5-й отдельный сапёрный батальон, 10-й отдельный батальон связи |            |
| 01.07.1941 | Западный фронт           | 13-я армия | 100-я стрелковая дивизия, 161-я стрелковая дивизия                                                      | 151-й корпусной артиллерийский полк, 86-й отдельный зенитный артиллерийский дивизион, 5-й отдельный сапёрный батальон, 10-й отдельный батальон связи |            |
| 10.07.1941 | Западный фронт           | 20-я армия | 100-я стрелковая дивизия, 161-я стрелковая дивизия                                                      | 151-й корпусной артиллерийский полк, 86-й отдельный зенитный артиллерийский дивизион, 5-й отдельный сапёрный батальон, 10-й отдельный батальон связи |            |
| 01.08.1941 | Западный фронт           | 19-я армия | 50-я стрелковая дивизия 161-я стрелковая дивизия                                                        | 151-й корпусной артиллерийский полк, 86-й отдельный зенитный артиллерийский дивизион, 5-й отдельный сапёрный батальон, 10-й отдельный батальон связи |            |

### Командование корпуса

#### Командиры корпуса
- Надёжный, Дмитрий Николаевич (с 19.10.1922 по 1923)[11]
- Богомягков, Степан Николаевич (с 25.09.1923 по 04.06.1924) врид
- Белов, Иван Панфилович (05.06.1924.-18.07.1925)[12]
- Федько, Иван Фёдорович (13.11.1925 — 15.02.1927)[12]
- Путна, Витовт Казимирович (февраль — июнь 1927)[12]
- Соколов, Владимир Николаевич (1927 — октябрь 1928)[12]
- Левичев, Василий Николаевич (октябрь 1928 — сентябрь 1929)[12]
- Триандафиллов, Владимир Кириакович (19.11.1929 — 15.10.1930)
- Никитин, Семён Васильевич (март 1931 — апрель 1931) врид
- Кутяков, Иван Семёнович (апрель 1931 — декабрь 1935)[12]
- Зюзь-Яковенко, Яков Иванович (февраль 1936 — 07 июня 1937)[12], комдив,
- Смирнов, Илья Корнилович (13 июня — 30 декабря 1937)[13]
- Кузнецов, Василий Иванович (23 марта — 23 июля 1938)[13]
- Бакунин, Фёдор Алексеевич (февраль — октябрь 1939)[14]
- Морозов, Василий Иванович (21 октября 1939 — 26 июля 1940)[13]
- Ермаков, Аркадий Николаевич (с 29 июля 1940 по 29 августа 1941), генерал-майор[15][16]

#### Помощники командира по политической части
- Озол, Владимир Карлович (1893—1938), c сентября 1931 года по апрель 1933 года — помощник командира корпуса по политической части.

#### Начальники штаба корпуса
- Богомягков, Степан Николаевич (? по 25.09.1923)[уточнить]
- Алкснис, Ян Янович (03.1925 по 03.1926)

#### Помощники начальника штаба корпуса
- Давыдовский, Иван Елизарович (06.1931 по 01.1936)